# Klasse 205
Die U-Boote der Klasse 205, auch U 4-Klasse, waren die ersten erfolgreichen Serien-U-Boote der Bundesmarine nach dem Zweiten Weltkrieg.

## Aufgaben und Einsatz

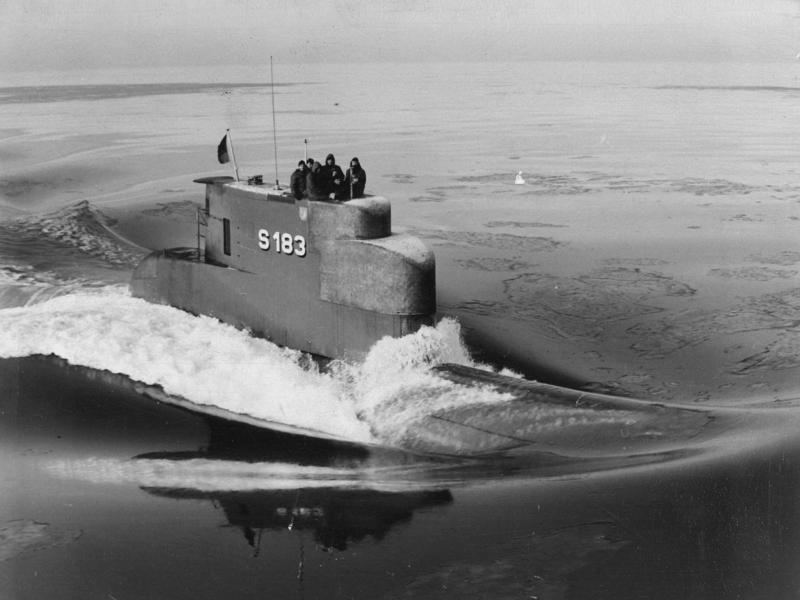
U 4 aufgetaucht, 1962

Die U-Boote der Klasse 205 dienten der Bekämpfung von gegnerischen Kriegsschiffen in der Ostsee. Im Kriegsfall war ihnen eine wichtige Rolle bei der Abwehr von Angriffen mit Landungsschiffen gegen das NATO-Gebiet im Bereich der Ostseezugänge zugedacht.
Zwischen 1967 und 2004 operierten die Boote vor allem in Nord- und Ostsee. U 12 ging als Versuchsträger für neue Waffensysteme am 21. Juni 2005 als letztes deutsches Boot außer Dienst.

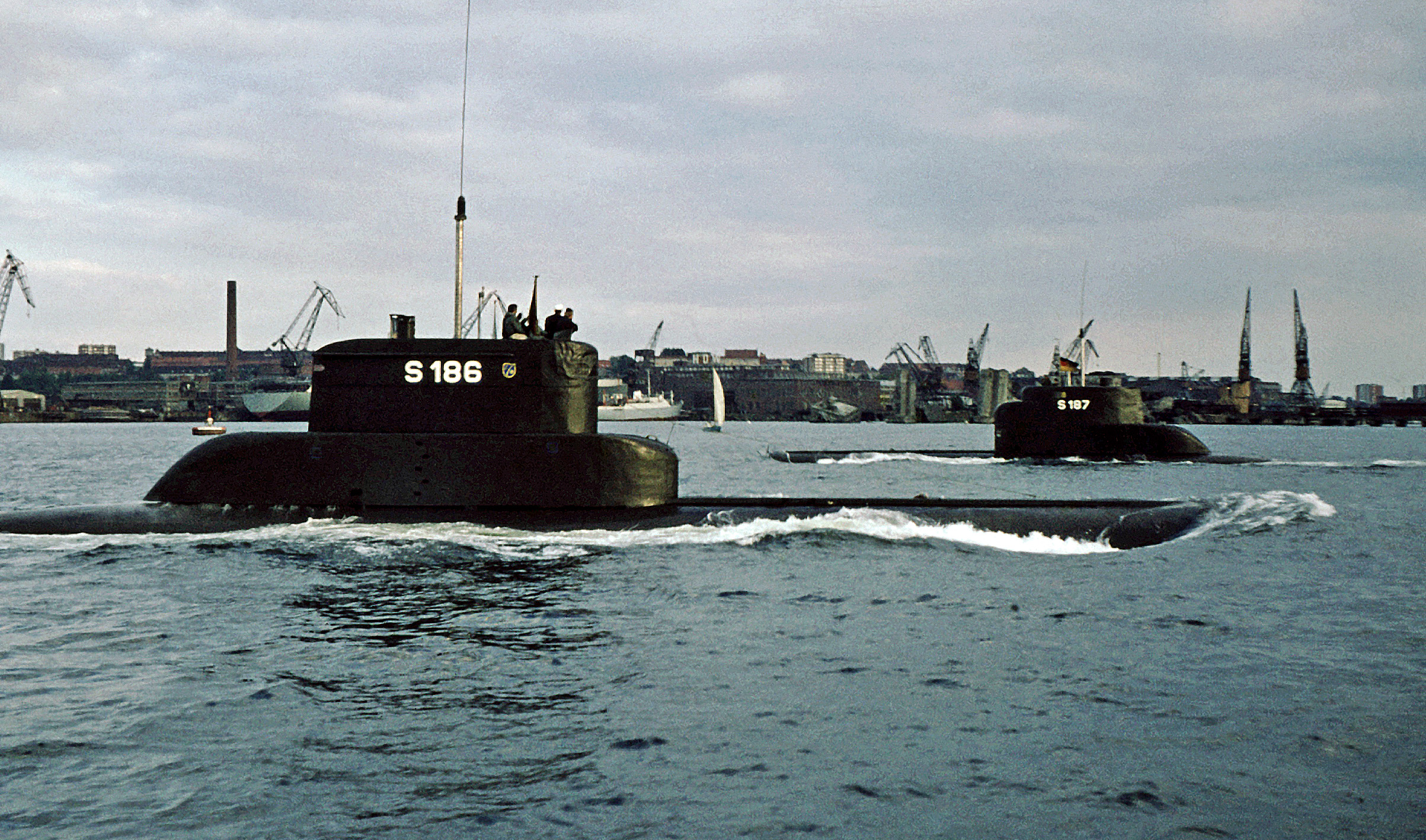
U7 und U8 1972 in Kiel

U10 im Marinemuseum Wilhelmshaven

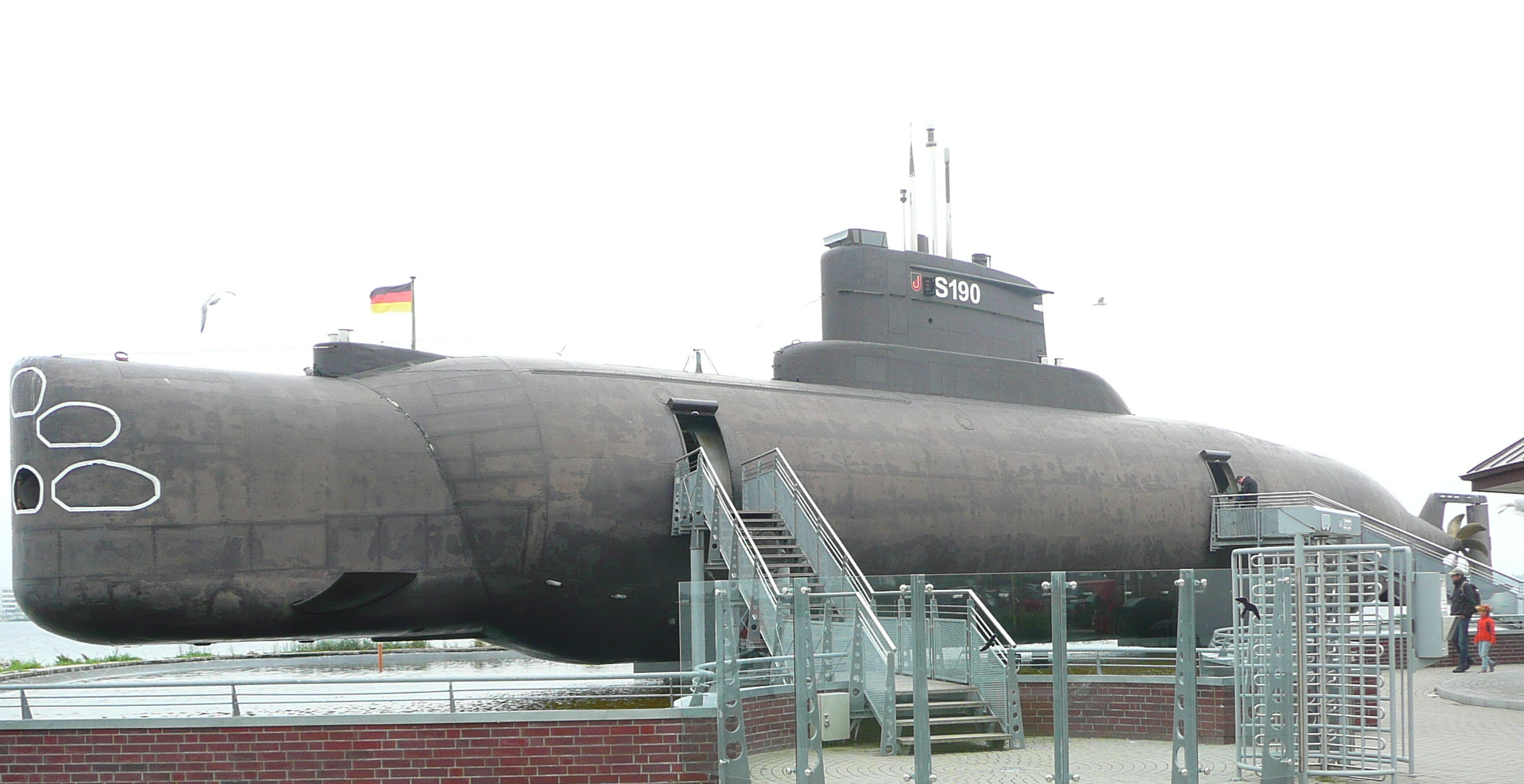
U11. Auf Höhe der Bundesflagge beginnt die doppelte Bootshülle

## Technik und Entwicklung

### U-Boot-Bauprogramm
Zu Beginn des Aufbaus der Bundesmarine ab 1956 waren mehrere U-Boot-Klassen in Auftrag gegeben worden, darunter zwölf Küsten-U-Boote der Klasse 201. Bereits während des Baus dieser Boote ergaben sich erhebliche militärische Mehrforderungen, die zu einer Überarbeitung des Entwurfs führten. Ab dem vierten Boot der Serie wurden die Anpassungen umgesetzt, und die geänderten Boote erhielten die Bezeichnung Klasse 205.
Neun U-Boote der Klasse 205 wurden am 12. Dezember 1960 bei der Kieler Howaldtswerken in Auftrag gegeben. Für Konstruktion und Entwicklung war das Ingenieurkontor Lübeck unter Ulrich Gabler verantwortlich.

### Dänische Lizenzbauten
Zwei weitere Boote wurden auf der Orlogsværftet in Kopenhagen in Lizenz für die dänische Marine gebaut und unter den Namen Narhvalen und Nordkaperen als Narhvalen-Klasse in Dienst gestellt. Diese Boote waren von der Stahlkrise nicht betroffen und wurden mit amagnetischem Stahl und Teilen aus dänischer Zulieferung gebaut.

#### Narhvalen (S 320) und Nordkaperen (S 321)
Die Boote absolvierten eine 42-tägige Unterwasserfahrt bis zum Polarkreis und wurden 1981–82 modernisiert. Geplant war es die Boote in den 1990ern auszumustern was allerdings nicht geschah. Somit wurden sie 1995 und 1999 nochmals modernisiert. Hier erhielten sie neue Sehrohre, eine neue Sonaranlage und eine neue Elektronik. Sie blieben bis 2003 bzw. 2004 im Dienst.

### Umbau der Klasse 201
Bei den Booten der Klasse 201 zeigte sich bald, dass der verwendete Stahl ungeeignet war, und die Serie wurde nach dem dritten Boot (U 1, U 2, U 3) abgebrochen. Diese sogenannte Stahlkrise betraf auch die bereits im Bau befindlichen oder fertiggestellten Boote der Klasse 205 U 4 bis U 8.

### Varianten der Klasse 205
Als Konsequenz aus der Stahlkrise wurde für die weiteren Boote ein Baustopp verhängt, um einen geeigneten Stahl auswählen zu können. Daraus resultieren verschiedene Varianten der Klasse 205.

#### U 4bisU 8
Beide Boote waren beim Auftreten der Stahlkrise so weit fertiggestellt, dass sich die Marine gegen einen Abbruch des Baus entschied. Es wurden verschiedene Maßnahmen ausprobiert, um die Korrosionsprobleme zu reduzieren. So erhielten die Boote Kunststoffanstriche, eine Spritzverzinkung und zusätzliche Opferanoden. Diese Maßnahmen reichten jedoch nicht aus, um das Problem zu beheben. Ein neu entwickeltes Sonargerät wurde eingebaut, womit ein Umbau der Turmform erforderlich wurde um einen größeren Schwinger unterzubringen. Der offene Fahrstand für die Brückenbesatzung entfiel somit, was bei Überwasserfahrt bei schlechtem Wetter von Vorteil war. Ebenso wurde der Bootskörper leicht verändert. Um den Aufbau der Ubootwaffe nicht weiter zu verzögern, wurden die Boote ausschließlich als Schulboote der U-Boot-Lehrgruppe in Neustadt-Holstein verwendet. Ihre Torpedorohre wurden dichtgesetzt, und ihr Einsatz unterlag besonderen Sicherheitsbeschränkungen. Alle Boote wurden 1974 nach Zulauf der Klasse 206 außer Dienst gestellt und verschrottet.

#### U 9bisU 12
Die letzten vier Boote der Klasse 205, auch Klasse 205mod oder U 9-Klasse, wurden aus drei verschiedenen nicht-magnetisierbaren Stählen gefertigt. Für U 9 und U 10 wurde Stahl der Sorte AM 53 des österreichischen Herstellers Schoeller-Bleckmann Stahlwerke verwandt, der auch den Stahl der Sorten AM 10 und AM 20 für die Klasse 201 geliefert hatte. U 11 wurde aus PN 18 S2 (1.3964) von Phoenix-Rheinrohr-Stahl eingesetzt, und U 12 wurde aus Amanox 182 M 9 der Stahlwerke Südwestfalen gebaut. Am besten bewährte sich PN 18 S2, das seither für den Bau aller späteren deutschen U-Boote eingesetzt wurde. Der Turmaufbau wurde verändert um den Wellenwiderstand bei Schnorchelfahrt zu vermindern. Ebenso war auf dem Vorschiff ein Hüllkörper angebracht, in dem der Schwinger der DUUX 2A-Anlage, einem Passivsonar zur Entfernungsmessung, untergebracht war. Zwei weitere Schwinger waren vorne und achtern im Turmaufbau verbaut.

#### U 1undU 2
Beide Boote wurden komplett umgebaut zu Booten der Klasse 205mod und sind faktisch Neubauten. Anstelle eines nicht-magnetisierbaren Stahls wurde ferritischer Schiffbaustahl St 52 benutzt. Auf U 1 wurden 1963 und 1966, d. h. in den beiden Varianten 201 und 205 Versuche mit einem Hecktorpedorohr gemacht.

#### Spätere Umbauten
Gegen Ende ihrer aktiven Dienstzeit und danach wurden drei Boote der Klasse 205 für verschiedene Erprobungen umgebaut und eingesetzt.
U 1
Dieses Boot wurde 1987 bei HDW in Kiel zur Erprobung des Brennstoffzellenantriebes umgebaut. Diese erfolgreich verlaufene Seeerprobung bildete dann den Grundstein für den Einbau des Brennstoffzellenantriebes in die spätere Klasse 212. Nach der Außerdienststellung 1991 wurde es an die Thyssen Nordseewerke in Emden als Erprobungsträger für weitere außenluftunabhängige U-Boot-Antriebe übergeben, wo es mit einem Kreislaufantrieb ausgestattet wurde.
U 11
Dieses Boot erhielt eine zusätzliche Außenhaut, um als Zielschiff für Torpedoschießübungen eingesetzt zu werden. Seit 2005 ist das Boot als U-Boot Museum Fehmarn im Hafen von Burgstaaken zu besichtigen.
U 12
Anfang der 1990er Jahre wurde es als Erprobungsträger für ein Schleppsonar umgerüstet und führte ein solches Gerät für mehrere Jahre mit. Dafür wurde es verlängert und mit Längswülsten an beiden Seiten des Rumpfes sowie eine Kuppel auf dem Vorschiff ausgestattet. Das vordere Tiefenruder wurde verändert und verlegt. Nach der Außerdienststellung wurde das Boot zum Verschrotten nach Dänemark verkauft.

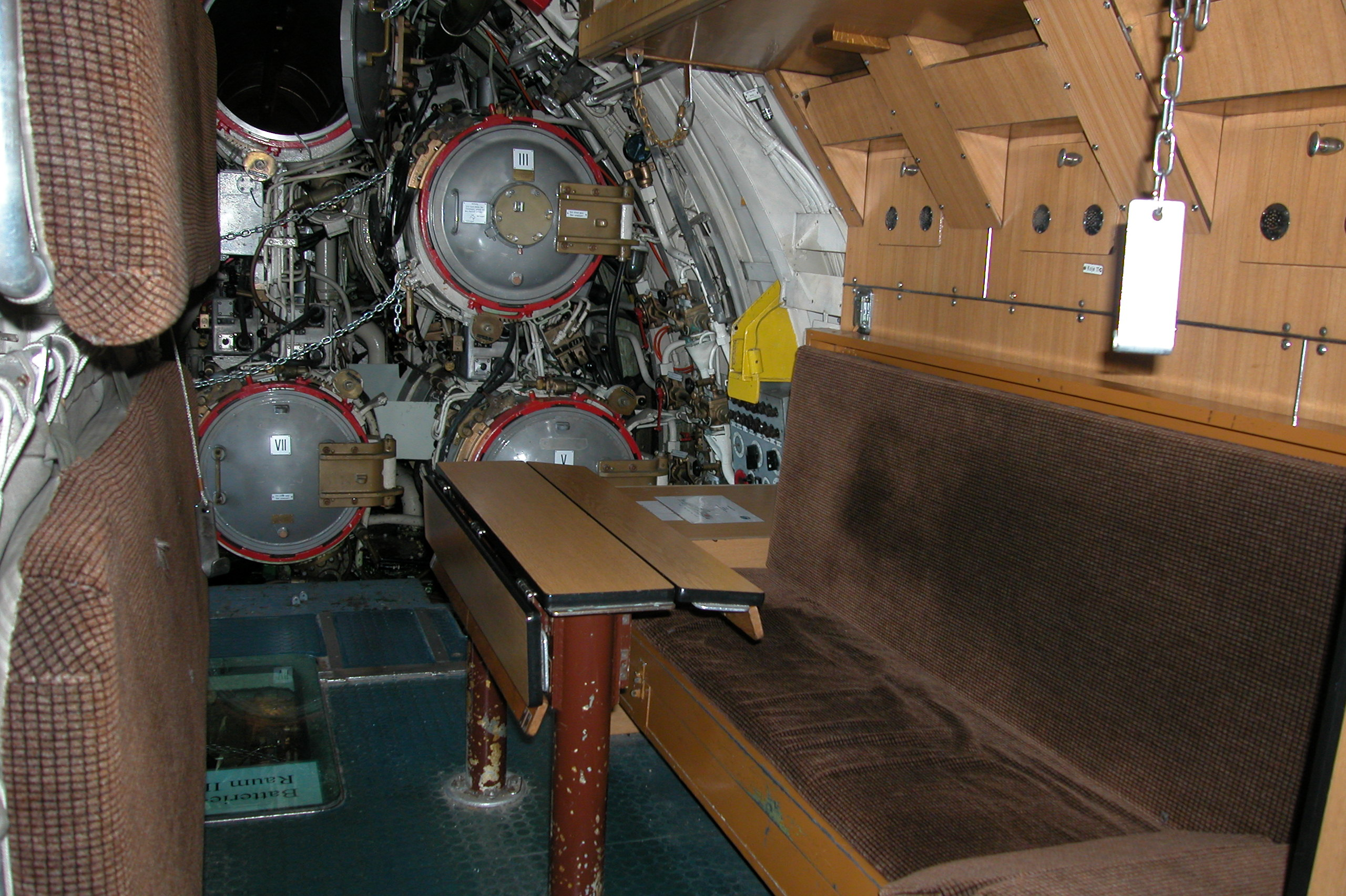
Torpedorohrsatz auf U 11

## Einheiten und Verbleib
| Kennung | Name | Version                          | Kiellegung        | Stapellauf         | Indienststellung           | Einheit                                                | Außerdienststellung              | Verbleib                |
| ------- | ---- | -------------------------------- | ----------------- | ------------------ | -------------------------- | ------------------------------------------------------ | -------------------------------- | ----------------------- |
| S183    | U 4  | 1. Baulos (Stahl AM 10)          | 1. April 1961     | 25. August 1962    | 19. November 1962          | 1. Ubootgeschwader in Kiel Ubootlehrgruppe in Neustadt | 1. August 1974                   | verschrottet            |
| S184    | U 5  | 1. Baulos (Stahl AM 10)          | 1. Juni 1961      | 20. November 1962  | 4. Juli 1963               | 1. Ubootgeschwader in Kiel Ubootlehrgruppe in Neustadt | 17. Mai 1974                     | verschrottet            |
| S185    | U 6  | 1. Baulos (Stahl AM 10)          | 8. November 1961  | 30. Januar 1963    | 24. Juli 1963              | 1. Ubootgeschwader in Kiel Ubootlehrgruppe in Neustadt | 22. August 1974                  | verschrottet            |
| S186    | U 7  | 1. Baulos (Stahl AM 10)          | 1. Februar 1962   | 10. April 1963     | 16. März 1964 22. Mai 1968 | 1. Ubootgeschwader in Kiel Ubootlehrgruppe in Neustadt | 30. September 1965 12. Juli 1974 | verschrottet            |
| S187    | U 8  | 1. Baulos (Stahl AM 10)          | 20. Februar 1963  | 19. Juni 1963      | 22. Juli 1964              | 1. Ubootgeschwader in Kiel Ubootlehrgruppe in Neustadt | 9. Oktober 1974                  | verschrottet            |
| S180    | U 1  | 2. Baulos (Stahl St 52)          | 1. Februar 1965   | 17. Februar 1967   | 26. Juni 1967              | 1. Ubootgeschwader in Kiel                             | 29. November 1991                | verschrottet            |
| S181    | U 2  | 2. Baulos (Stahl St 52)          | 1. September 1964 | 15. Juli 1966      | 11. Oktober 1966           | 1. Ubootgeschwader in Kiel                             | 19. März 1992                    | verschrottet            |
| S188    | U 9  | 2. Baulos (Stahl AM 53)          | 10. Dezember 1964 | 20. Oktober 1966   | 11. April 1967             | 1. Ubootgeschwader in Kiel                             | 3. Juni 1993                     | Museum in Speyer        |
| S189    | U 10 | 2. Baulos (Stahl AM 53)          | 15. Juli 1965     | 5. Juni 1967       | 28. November 1967          | 1. Ubootgeschwader in Kiel                             | 16. Februar 1993                 | Museum in Wilhelmshaven |
| S190    | U 11 | 3. Baulos (Stahl PN 18 S2)       | 1. April 1966     | 9. Februar 1968    | 21. Juni 1968              | 1. Ubootgeschwader in Kiel später in Eckernförde       | 30. Oktober 2003                 | Museum in Burgstaaken   |
| S191    | U 12 | 3. Baulos (Stahl Amanox 182 M 9) | 1. September 1966 | 10. September 1968 | 14. Januar 1969            | 1. Ubootgeschwader in Kiel später in Eckernförde       | 21. Juni 2005                    | verschrottet            |

| Kennung | Name                | Version   | Kiellegung       | Stapellauf         | Indienststellung  | Einheit                        | Außerdienststellung | Verbleib     |
| ------- | ------------------- | --------- | ---------------- | ------------------ | ----------------- | ------------------------------ | ------------------- | ------------ |
| S320    | Narhvalen (S 320)   | 3. Baulos | 16. Februar 1965 | 10. September 1968 | 27. Februar 1970  | 5. Geschwader in Frederikshavn | 16. Oktober 2003    | verschrottet |
| S321    | Nordkaperen (S 321) | 3. Baulos | 4. März 1966     | 18. Dezember 1969  | 22. Dezember 1970 | 5. Geschwader in Frederikshavn | 2. Februar 2004     | verschrottet |

Der Turm eines der beiden dänischen Boote gelangte 2019 zurück nach Deutschland und wird in einem privaten Museum in Beneckenstein ausgestellt.

## Geschichte der Boote

### U 4 (S183)
Erste Einheit der Klasse 205 war U 4 (S183), welches noch als Boot der Klasse 201 begonnen wurde aber bereits mit der veränderten Konstruktion der Klasse 205 vom Stapel lief. In Dienst gestellt wurde es 1962 von Kapitänleutnant Bringewat, welcher zuvor bereits U Hecht geführt hatte.
| Dienstgrad      | Name         | von               | bis                |
| --------------- | ------------ | ----------------- | ------------------ |
| Kapitänleutnant | Bringewat    | 19. November 1962 | März 1964          |
| Oberleutnant    | von Steynitz | April 1964        | September 1966     |
| Oberleutnant    | Hans Schäfer | Januar 1967       | 30. September 1968 |
| Kapitänleutnant | Poppe        | 1. Oktober 1968   | 30. September 1970 |
| Kapitänleutnant | Hoschatt     | 1. Oktober 1970   | 22. August 1971    |
| Kapitänleutnant | Hans Lüssow  | 23. August 1971   | 31. Dezember 1971  |
| Kapitänleutnant | Becker       | 1. Januar 1972    | 9. Oktober 1972    |
| Kapitänleutnant | Saß          | 10. Oktober 1972  | 2. November 1973   |
| Kapitänleutnant | Poske        | 3. November 1973  | 7. Januar 1974     |
| Kapitänleutnant | Bruch        | 8. Januar 1974    | 8. August 1974     |

### U5 (S184)
| Dienstgrad      | Name          | von              | bis               |
| --------------- | ------------- | ---------------- | ----------------- |
| Kapitänleutnant | W. Wüstenberg | 4. Juli 1963     | 15. Januar 1964   |
| Oberleutnant    | Schütz        | 16. Januar 1964  | 28. Februar 1964  |
| Oberleutnant    | Ullmann       | 29. Januar 1964  | 26. März 1964     |
| Oberleutnant    | E. D. Jung    | 27. März 1964    | 6. Dezember 1965  |
| Kapitänleutnant | Lauer         | 7. Dezember 1965 | 14. Juli 1968     |
| Kapitänleutnant | Wilhelms      | 15. Juli 1968    | 15. Januar 1970   |
| Kapitänleutnant | Ewald         | 16. Januar 1970  | 31. Dezember 1970 |
| Kapitänleutnant | Nietmann      | 1. Januar 1971   | 2. Oktober 1972   |
| Kapitänleutnant | Brausewetter  | 3. Oktober 1972  | 17. Mai 1974      |

### U 6 (S185)
Die Indienststellung von U 6 (S185) erfolgte 1963, gleichzeitig mit der von U 5, durch Kapitänleutnant Hans-Jochen Emsmann, einem vormaligen Kommandanten von U Hai.
| Dienstgrad      | Name                | von                | bis                |
| --------------- | ------------------- | ------------------ | ------------------ |
| Kapitänleutnant | Hans Jochen Emsmann | 4. Juli 1963       | 30. September 1965 |
| Oberleutnant    | Peter Jung          | 1. Oktober 1965    | 31. Dezember 1967  |
| Oberleutnant    | Holfert             | 1. Januar 1968     | 22. September 1968 |
| Kapitänleutnant | Dirk Horten         | 23. September 1968 | 31. Dezember 1968  |
| Oberleutnant    | Behrens             | 1. Januar 1969     | 11. August 1971    |
| Oberleutnant    | Bruch               | 12. August 1971    | 30. September 1971 |
| Kapitänleutnant | Hillebrenner        | 1. Oktober 1971    | 30. September 1972 |
| Kapitänleutnant | Bischoff            | 1. Oktober 1972    | 30. September 1973 |
| Kapitänleutnant | Schamp              | 1. Oktober 1973    | 22. August 1974    |

### U 7 (S186)
U 7 wurde 1964 von Oberleutnant z. S. Johannes Ewerth in Dienst gestellt. Im darauf folgenden Jahr ereignete sich an Bord von U 7 eine Batterieexplosion, aufgrund derer das Boot außer Dienst gestellt und repariert werden musste. Dabei wurde auch die relativ breite Turmverkleidung der ersten Boote der Klasse 205 (U 4 bis U 8) durch die strömungsgünstigere Version der verbesserten Klasse 205 (U 9 und folgende) ersetzt. Jedoch erhielt U 7 nicht deren Aufbau auf dem Vordeck, was dem Boot ein einzigartiges Aussehen gab.
| Dienstgrad      | Name            | von              | bis                |
| --------------- | --------------- | ---------------- | ------------------ |
| Oberleutnant    | Johannes Ewerth | 16. März 1964    | 30. September 1965 |
| Kapitänleutnant | Priesner        | 22. Mai 1968     | 31. März 1969      |
| Oberleutnant    | Wensky          | 1. April 1969    | 31. Oktober 1970   |
| Kapitänleutnant | Quast           | 1. November 1970 | 30. September 1972 |
| Kapitänleutnant | Behrendt        | 1. Oktober 1972  | 30. September 1973 |
| Kapitänleutnant | Molter          | 1. Oktober 1973  | 12. Juli 1974      |

### U 8 (S187)
Der vormalige Kommandant von U 5 (S184), Oberleutnant z. S. Ullmann, stellte 1964 mit U 8 das letzte in der ursprünglichen Bauform der Klasse 205 ausgeführte Boot in Dienst.
| Dienstgrad      | Name        | von                | bis                |
| --------------- | ----------- | ------------------ | ------------------ |
| Oberleutnant    | Ullmann     | 22. Juli 1964      | 27. September 1965 |
| Oberleutnant    | Horten      | 28. September 1965 | 22. September 1968 |
| Kapitänleutnant | Holfert     | 23. September 1968 | 31. Dezember 1968  |
| Oberleutnant    | Heise       | 1. Januar 1969     | 14. Dezember 1969  |
| Kapitänleutnant | Kößler      | 15. Dezember 1969  | 20. September 1970 |
| Kapitänleutnant | Liebeneiner | 1. Oktober 1970    | 30. September 1971 |
| Kapitänleutnant | Haase       | 1. Oktober 1971    | 9. Oktober 1974    |

## Bilder

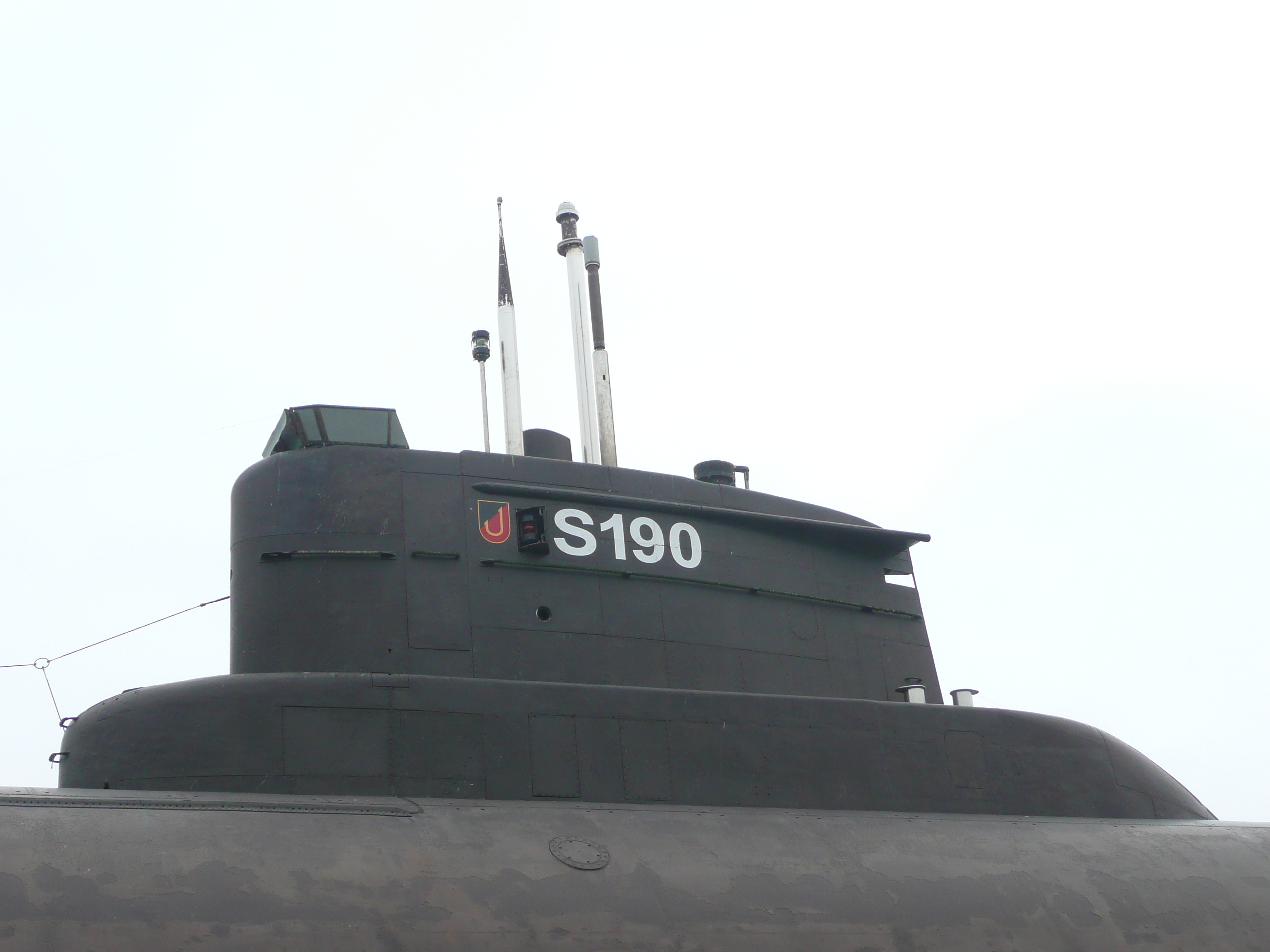
Turm U 11
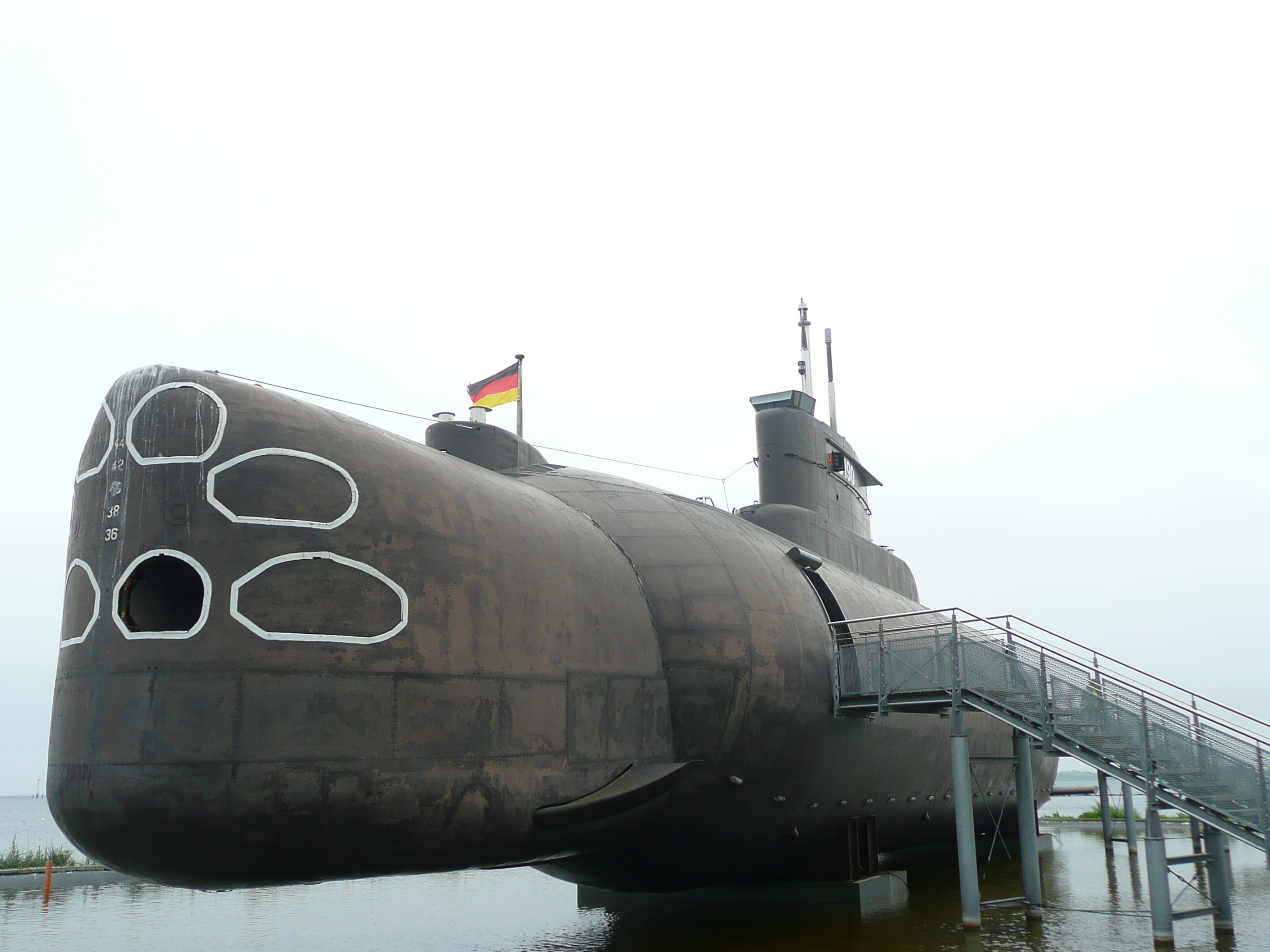
Bug U 11 mit weiß umrandeten Mündungsklappen
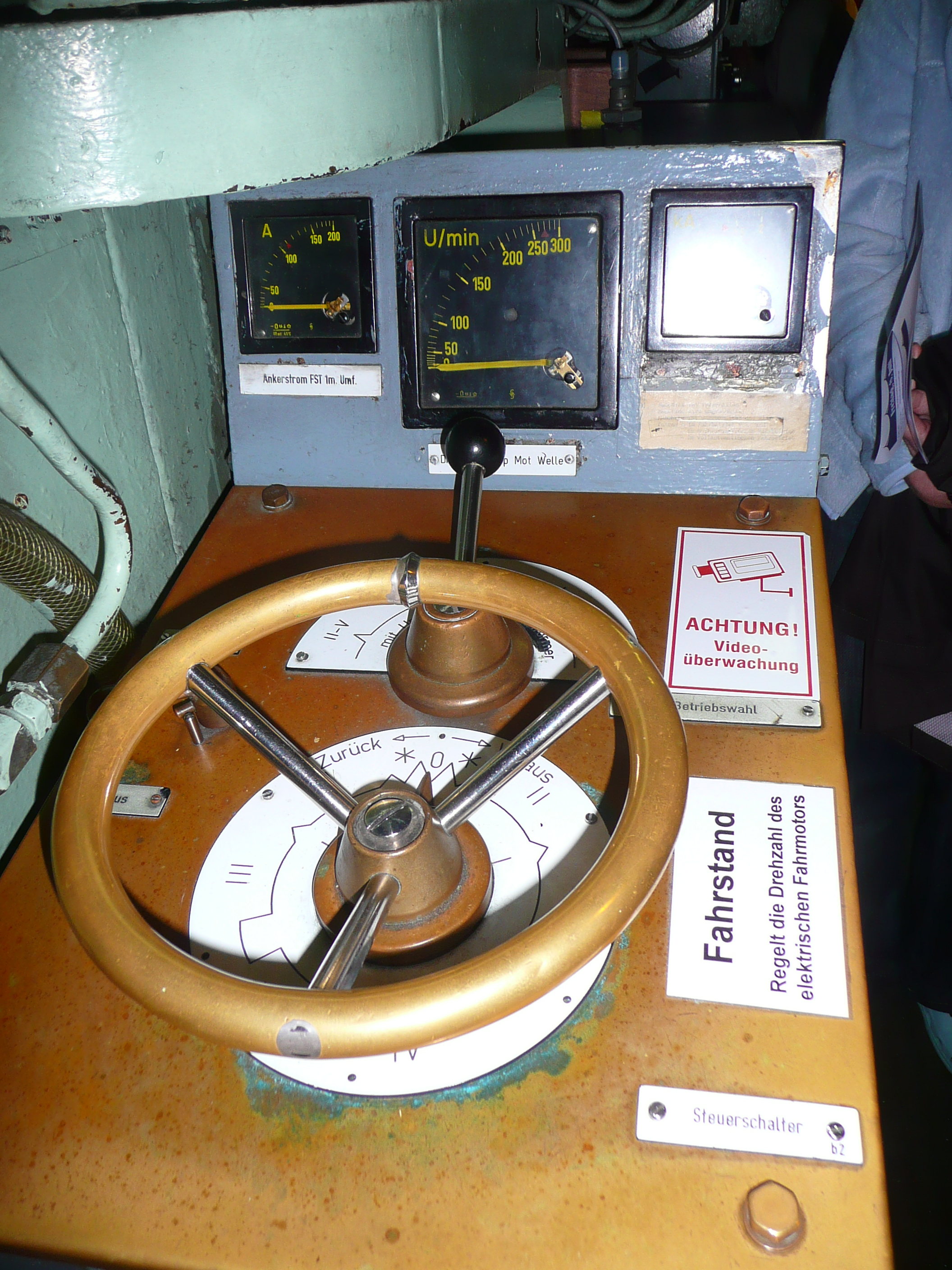
Fahrstand U 11
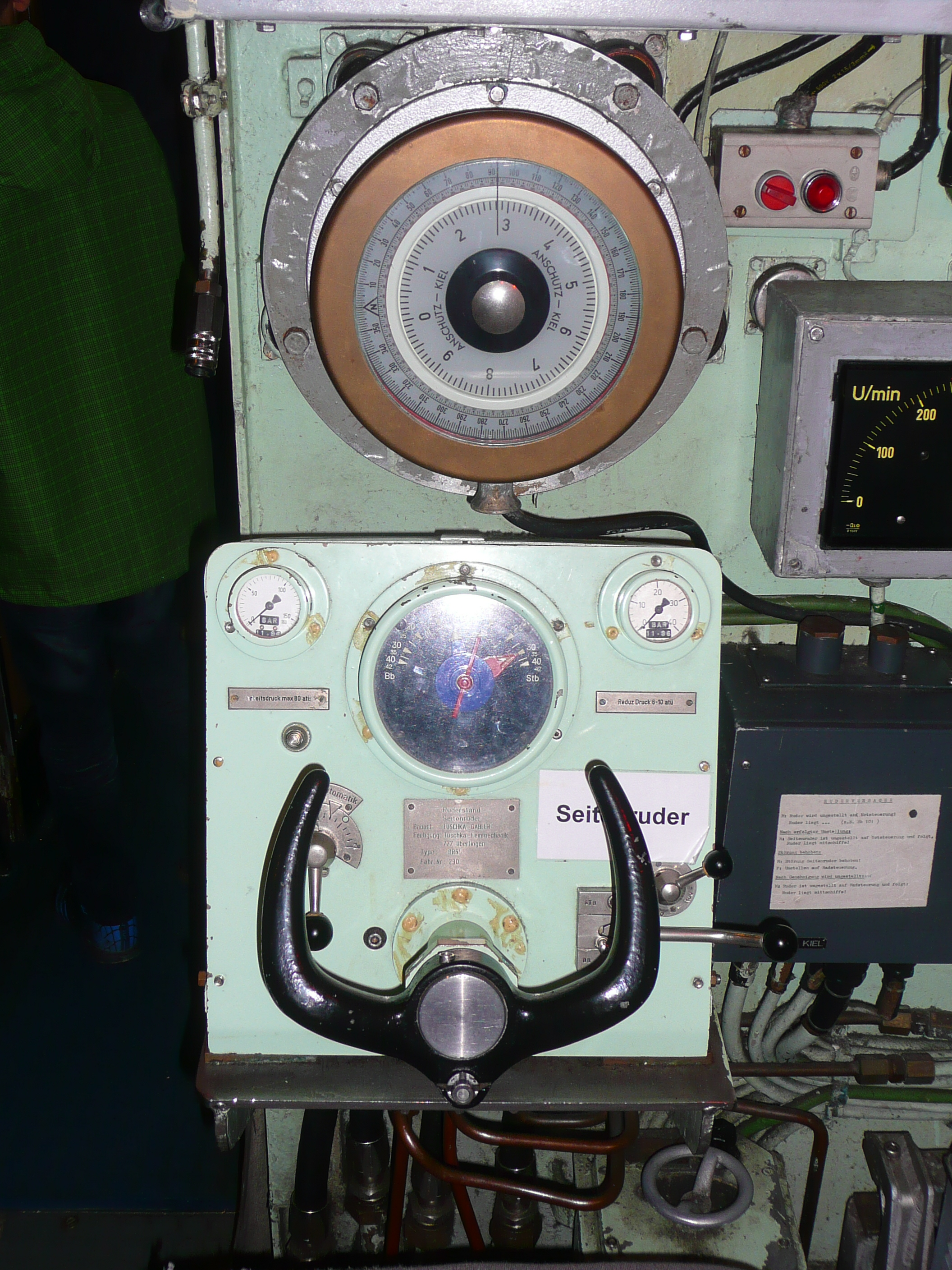
Seitenruderstand U 11
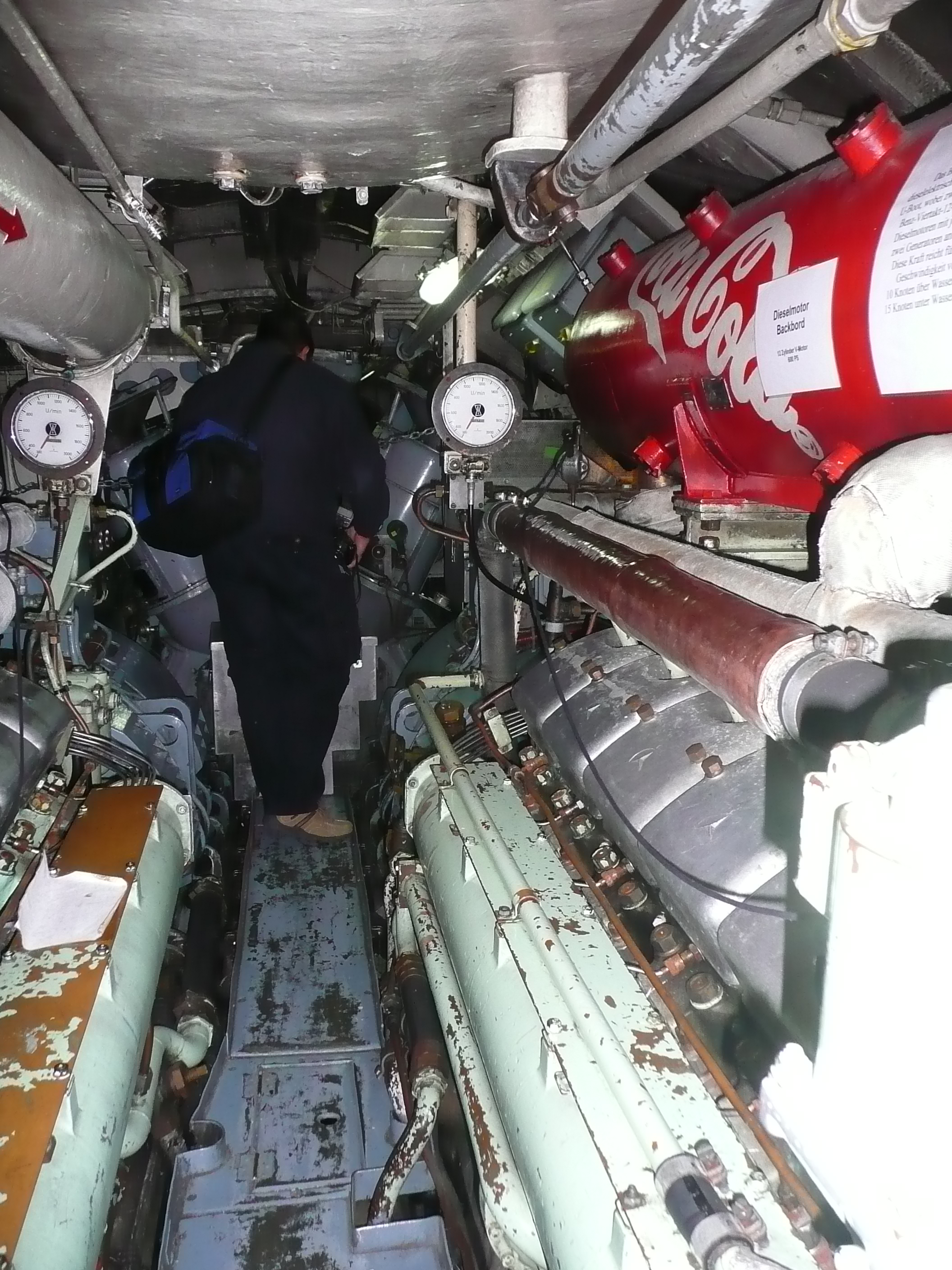
Maschinenraum U 11
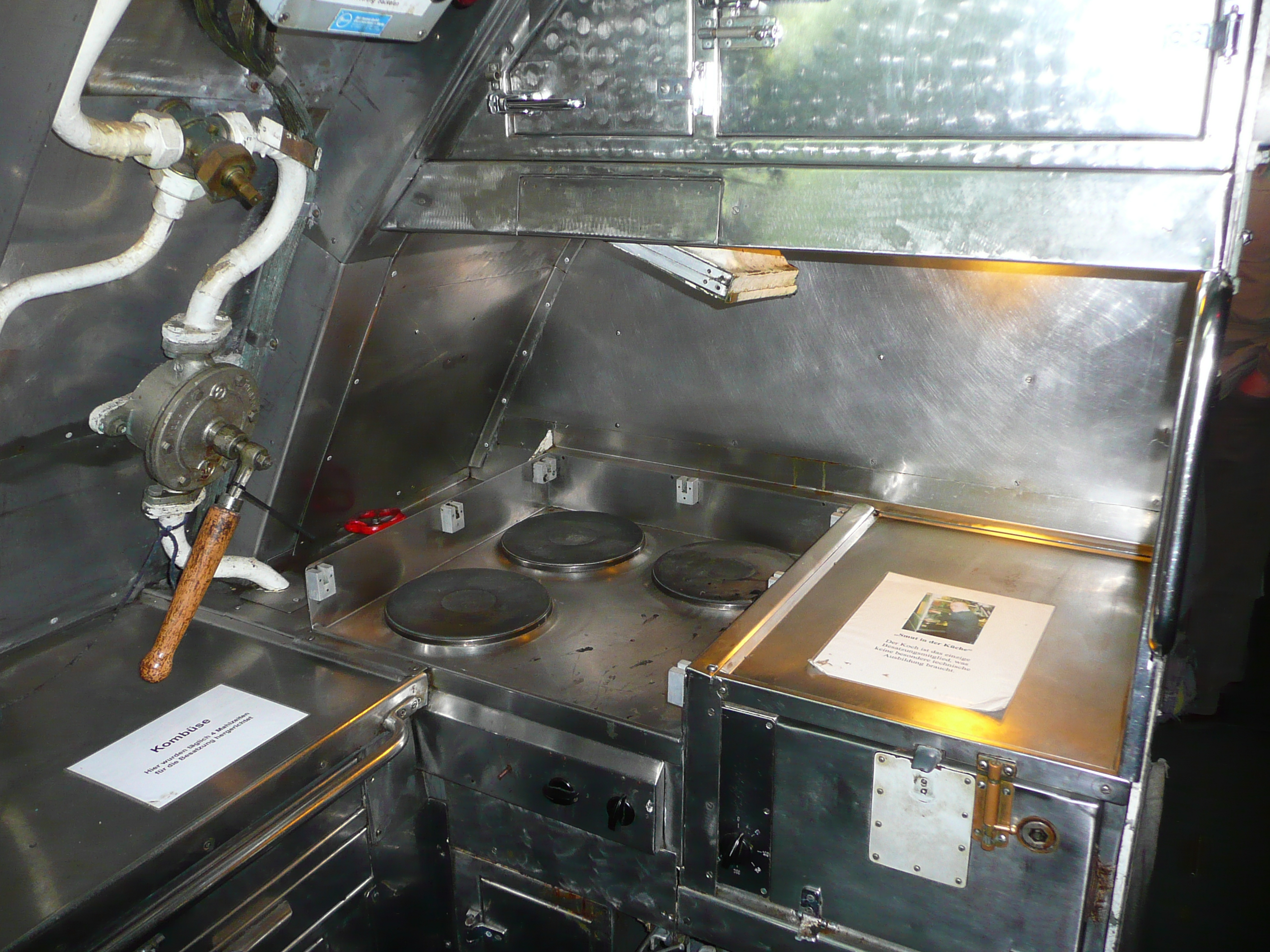
Kombüse (Küche) U 11
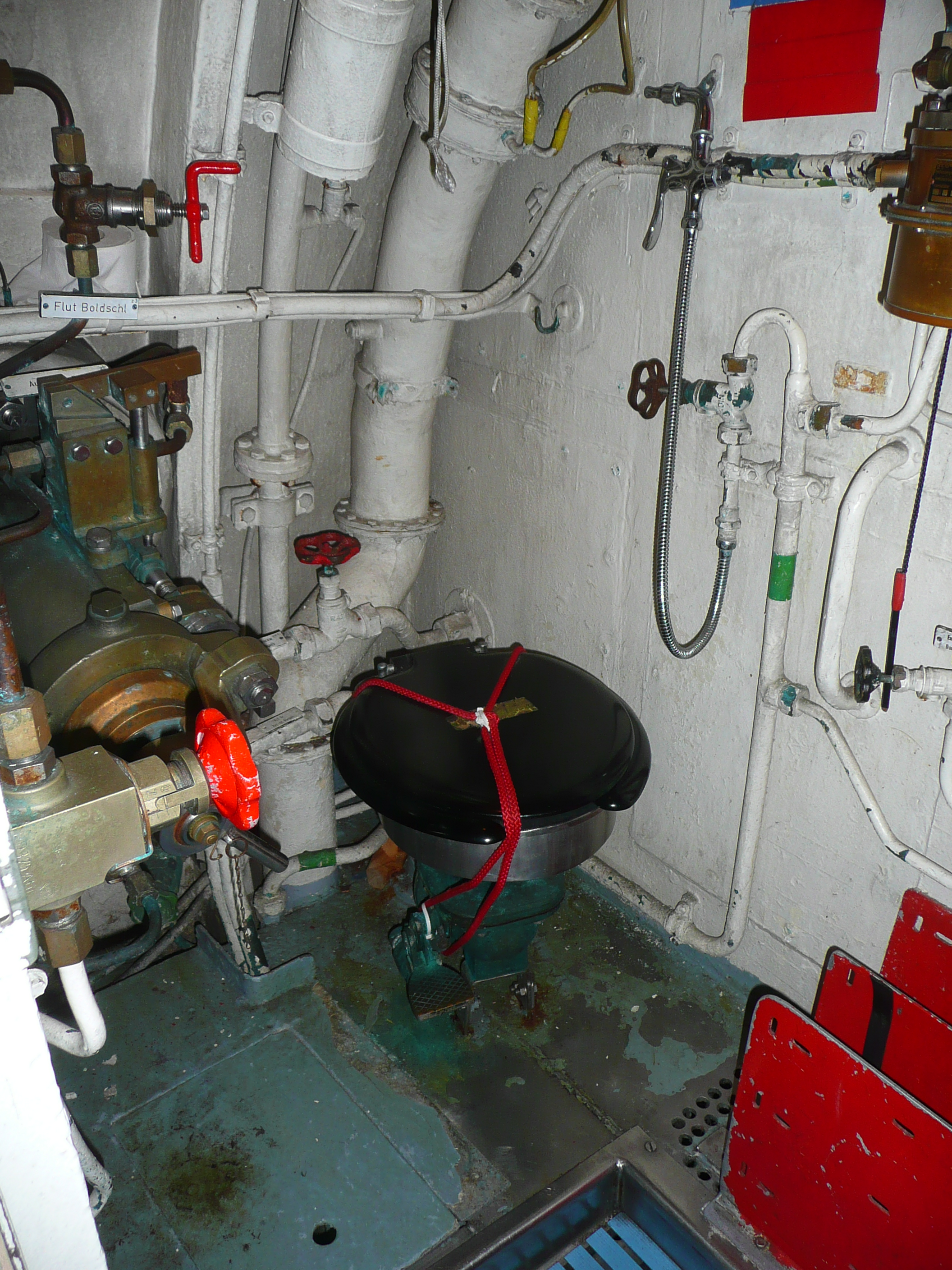
Toilette U 11